# Dictyoptera mundus
Dictyoptera mundus är en skalbaggsart som först beskrevs av Thomas Say 1835.  Dictyoptera mundus ingår i släktet Dictyoptera och familjen rödvingebaggar. Inga underarter finns listade i Catalogue of Life.